# Rana italica
Rana italica es una especie de anfibio anuro de la familia Ranidae.

## Distribución geográfica
Esta especie es endémica de la península italiana. Se encuentra desde el nivel del mar hasta 1667 m sobre el nivel del mar, habita en:
- San Marino;
- Italia peninsular.[3]

## Etimología
El nombre de la especie le fue dado en referencia al lugar de su descubrimiento, la península italiana.

## Publicación original
- Dubois, 1987 "1985" : Notes sur les grenouilles brunes (groupe de Rana temporaria Linné, 1758). IV. Note préliminaire sur Rana graeca Boulenger, 1891. Alytes, Paris, vol. 4, p. 135-138.[4]